# Crambus vulcanus
Crambus vulcanus là một loài bướm đêm trong họ Crambidae.